# Санников, Николай Сергеевич
Николай Сергеевич Санников (1870—1942) — русский военный инженер, генерал-лейтенант, георгиевский кавалер.

## Биография
Сын генерала от кавалерии Сергея Ивановича Санникова (1838—1920). Младший брат генерал-лейтенанта Александра Сергеевича Санникова (1866—1931).
Окончил сперва Елисаветградскую гимназию, а затем — Николаевское инженерное училище, откуда был выпущен в 1891 году  подпоручиком в 6-й саперный батальон.
Произведен в поручики 1 августа 1894 года. В 1898 году окончил курс Николаевской инженерной академии и 17 мая того же года «за отличные успехи в науках» произведен был в штабс-капитаны с переводом в военные инженеры. Состоял в распоряжении начальника инженеров Приамурского военного округа, с 9 сентября 1898 года был заведующим инженерной частью на Квантунском полуострове. Произведен в капитаны 9 апреля 1900 года. Участвовал в китайской кампании 1900—1901 годов, был удостоен ордена Св. Георгия 4-й степени
За то, что 10 июня под огнем противника вырыл три мины, управлял поездом и совершил наводку моста.
1 сентября 1901 года назначен репетитором Николаевской инженерной академии и училища. В русско-японскую войну состоял в распоряжении инспектора инженеров 1-й Маньчжурской армии, был награждён золотым оружием «за храбрость». Произведен в подполковники 26 ноября 1904 года «за отличие по службе». 19 июля 1906 года назначен батальонным командиром Николаевского инженерного училища. Произведен в полковники 12 апреля 1908 года «за отличие по службе».
С началом Первой мировой войны был прикомандирован к инженерному управлению 11-й армии. 28 марта 1916 года назначен исправляющим должность начальника административного отдела Главного военно-технического управления, а 10 апреля произведен в генерал-майоры «за отличие по службе». 1 апреля 1917 года назначен помощником начальника Главного военно-технического управления по технической части.
В Гражданскую войну участвовал в Белом движении на Юге России. С 8 апреля 1919 года состоял в резерве чинов при штабе Главнокомандующего ВСЮР. Произведен в генерал-лейтенанты. Эвакуировался из Феодосии до осени 1920 года.
В эмиграции в Югославии. Умер в 1942 году в Герцег-Нови. Похоронен на местом кладбище.

## Награды
- Орден Святого Георгия 4-й ст. (ВП 8.07.1900)
- Орден Святого Станислава 2-й ст. с мечами (ВП 28.10.1900)
- Орден Святой Анны 2-й ст. с мечами (ВП 11.11.1903)
- Орден Святого Владимира 4-й ст. с мечами и бантом (1905)
- Золотое оружие «За храбрость» (ВП 5.02.1906)
- Орден Святого Владимира 3-й ст. (1912)
- мечи к ордену Св. Владимира 3-й ст. (ВП 22.08.1915)
- Высочайшее благоволение «за отличия в делах против неприятеля» (ВП 6.11.1915)
- Орден Святого Станислава 1-й ст. (ВП 6.12.1916)